# Некрасов, Николай Виссарионович
Никола́й Виссарио́нович Некра́сов, в подполье использовал документы на имя В. А. Голгофского (20 октября [1 ноября] 1879, Санкт-Петербург, Российская империя — 7 мая 1940, Москва, СССР) — российский политический деятель, инженер. Деятель левого крыла партии кадетов. Член Государственной думы III и IV созывов. Министр путей сообщения и министр финансов Временного правительства (1917). Последний генерал-губернатор Великого княжества Финляндского (сентябрь-ноябрь 1917). Генеральный секретарь Верховного совета Великого востока народов России.

## Биография
Родился 20 октября (1 ноября) 1879 года в городе Санкт-Петербурге в семье священника Виссариона Яковлевича Некрасова; мать — Александра Фёдоровна.
Окончил с золотой медалью 10-ю гимназию в Санкт-Петербурге (1897), Петербургский институт инженеров путей сообщения (1902; с отличием). В 1903—1905 годах находился на стажировке в Германии, знакомился с системой преподавания строительного дела в высших учебных заведениях, осматривал крупнейшие строительные предприятия, объекты и сооружения, одновременно работал над диссертацией.
С 1 августа 1902 года — штатный преподаватель математики, механики и черчения инженерно-строительного отделения Томского технологического института. С 1 июля 1906 года — исполняющий должность экстраординарного профессора по кафедре строительной механики (специальность «Мосты»). Читал курсы лекций «Статика сооружений», «Мосты», руководил проектированием по строительному искусству (мостовые устои), строительной механике, статике сооружений. В 1906—1908 годах был секретарём инженерно-строительного отделения. Подготовил два конспективных курса: «Статика сооружений», «Статические неопределяемые системы». Представил диссертацию «К теории ферм с жесткими соединениями в узлах. Опыт сравнительного анализа методов расчета» (1907). Характеризовался коллегами как «серьёзный и умный преподаватель».

## Политическая деятельность
С 1905 года активно участвовал в политической жизни России, принял участие в организации группы Aкадемического союза (союз профессоров) в Томске. Недолго жил в Ялте, где вступил в Конституционно-демократическую партию (Партию народной свободы), возглавлял её Ялтинское отделение, представлял Таврическую губернию на 1-м учредительном съезде кадетской партии.
По воспоминаниям В. А. Оболенского «.. от Таврической губернии был избран молодой, красивый ялтинский кадет, впоследствии сделавший блестящую политическую карьеру, Н. В. Некрасов. Тогда он был скромным доцентом томского политехникума и временно жил в Ялте из-за болезни жены. Бодрый, веселый, энергичный, недурной оратор, он сразу завладел симпатиями своих ялтинских партийных товарищей, которые послали его на симферопольский съезд, а затем провели делегатом всероссийского съезда партии».
В 1909—1915 годах — член Центрального комитета (ЦК) партии кадетов, лидер её левого крыла, сторонник активного сотрудничества с социалистическими партиями, вышел из состава ЦК, так как более умеренное большинство не соглашалось с его идеями.

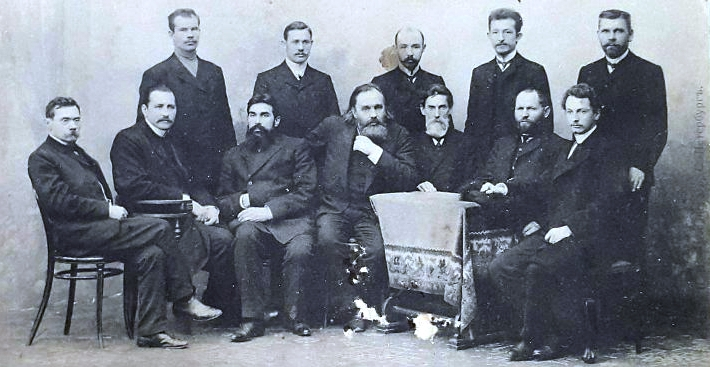
Сибирская группа членов III Государственной Думы. Стоят: А. Г. Мягкий (Томск.губ.), К. И. Молодцов (Тобольск.губ.), Н. К. Волков (Забайкальск.обл.), А. А. Войлошников (Забайкальск.обл.), А. И. Шило (Приморск. обл.); сидят: Н. Л. Скалозубов (Тобольск.губ.), Н. В. Некрасов (Томск.губ.), В. И. Дзюбинский (Тобольск.губ.), В. А. Караулов (Енисейск. губ.), В. К. Штильке (Томск.губ.), Н. А. Маньков (Амурск. и Уссурийск. каз. войска), Ф. Н. Чиликин (Амурск.обл.)

С 1907 года — член III Государственной думы от Томской губернии, входил во фракцию кадетов. Считался одним из наиболее активных депутатов, выступил с думской трибуны более 100 раз. В основном занимался проблемами строительства, путей сообщения и финансов. Некрасов был докладчиком финансовой комиссии по железнодорожным и воднопутейским вопросам. Выступал с обоснованием строительства железнодорожных веток Тюмень—Омск, Екатеринбург—Курган. Инициатор выработки плана сибирского железнодорожного строительства при участии местных общественных сил. Входил в состав Сибирской парламентской группы, принимая активное участие в разработке законопроектов, касающихся Сибири.
Один из видных деятелей российского политического масонства, член Великого востока народов России, до конвента 1912 года, а затем в 1915 году и первой половине 1916 года — Генеральный секретарь Верховного совета ВВНР. В этом качестве тесно сотрудничал с А. Ф. Керенским, вместе с ним входил в неформальную «масонскую пятёрку» политических деятелей. Её членами были также А. И. Коновалов, М. И. Терещенко, И. Н. Ефремов, ставшие позднее министрами Временного правительства.
С 1912 года — член IV Государственной думы от Томской губернии, в 1916—1917 годах — товарищ её председателя. После начала Первой мировой войны возглавлял 1-й Сибирский санитарно-питательный отряд. Входил в состав Особого совещания по обороне государства. Вместе с А. И. Гучковым участвовал в подготовке заговора с целью смещения Николая II, был сторонником решительных действий.
Во время Февральской революции 1917 — член Временного комитета Государственной думы. В ночь на 3 марта составил законопроект об объявлении России республикой, что вызвало резкое недовольство лидера кадетов П. Н. Милюкова, который считал Некрасова честолюбивым карьеристом и даже предателем (сам Милюков до августа 1917 года был сторонником конституционной монархии).

## Министр Временного правительства
2 марта — 2 июля 1917 года — министр путей сообщения Временного правительства. Стремясь завоевать популярность среди левых сил, издал циркуляр о праве профсоюза железнодорожников на общественный контроль и наблюдение над деятельностью путейского ведомства. Удовлетворил требования рабочих и служащих о повышении заработной платы.
Считал необходимым создание правительственной коалиции с социалистами, был сторонником удаления из правительства П. Н. Милюкова, политическим союзником А. Ф. Керенского. В конце июня оказался единственным из министров-кадетов (впрочем, к партии он тогда уже принадлежал формально), поддержавшим уступки украинской Центральной раде. Такая позиция Керенского, Некрасова и левоцентристского большинства членов правительства привела к отставке министров-кадетов и формированию нового правительства, которое возглавил Керенский. Некрасов, вышедший из кадетской партии, 8 июля занял пост заместителя министра-председателя, а 24 июля, одновременно, министра финансов. В июле 1917 года стал одним из лидеров небольшой Российской радикально-демократической партии, представленной во втором коалиционном составе Временного правительства двумя министрами: самим Некрасовым и И. Н. Ефремовым.
Был замешан в предательстве генерала Л. Г. Корнилова во время августовских событий, но при этом был сторонником отставки Керенского с целью предотвращения вооружённого столкновения. В этом случае Некрасов как заместитель министра-председателя становился исполняющим обязанности главы правительства. Однако Керенский тогда удержался на посту премьера, и Некрасов был выведен из состава правительства и удалён из Петрограда в связи с назначением генерал-губернатором Финляндии (с 5 сентября 1917 года), что фактически было почётной ссылкой.

## Деятельность после 1917 года
После прихода к власти большевиков был управляющим московской конторы «Синкредсоюза», статистиком в Наркомпроде. В начале 1918 года, сменив имя на В. А. Голгофский, уехал в Уфу, работал в системе кооперации. В 1919 году переехал в Казань. В марте 1921 года был опознан как бывший министр Временного правительства, арестован, отправлен в Москву и в мае, после встречи с В. И. Лениным в Кремле, освобождён.
В 1921—1930 годах был членом правления Центросоюза РСФСР и СССР, преподавал в Московском университете, в Институте потребкооперации.
30 ноября 1930 года арестован и в 1931 году коллегией ОГПУ приговорён к 10 годам заключения по делу т. н. «контрреволюционной организации» Союзного бюро ЦК РСДРП(м). Находясь в заключении, работал в Особом конструкторском бюро по проектированию Беломоро-Балтийского канала, участвовал в строительстве канала. Выступал на торжественном митинге незадолго до окончания канала.
В марте 1933 года с завершением строительства канала был досрочно освобождён, после чего работал на строительстве канала Москва-Волга в качестве сотрудника управления строительством и начальника Завидовского района строительства. В 1934 году был награждён орденом Трудового Красного Знамени.
В 1939 году занимал должность начальника работ в Калязинском районе Волжского ИТЛ НКВД (Волгостроя), занимался строительством гидроузлов; 13 июня 1939 года был вновь арестован и 14 апреля 1940 года Военной коллегией Верховного Суда СССР по обвинению во вредительстве на строительстве канала Москва-Волга и организации контрреволюционной террористической группы с целью убийства руководителей ВКП(б) и советского правительства был приговорён к высшей мере наказания. 
Расстрелян 7 мая 1940 года. Похоронен в Москве на Донском кладбище. Реабилитирован 12 марта 1991 года Прокуратурой СССР.

## Семья
Первый раз женился ещё студентом: 19 октября 1901 года на Анне Тимофеевне Кириченко.
Второй женой стала Вера Леонтьевна Александрова (1884—1969), ботаник, сотрудник Ботанического института АН СССР; после развода в 1917 году сохранила фамилию бывшего мужа.
Сразу после развода, 30 июля 1917 года женился на дочери профессора технологического института Дмитрия Степановича Зернова, Вере Дмитриевне; в этом браке родился сын.